# Idaea spernata
Idaea spernata är en fjärilsart som beskrevs av Walker 1861. Idaea spernata ingår i släktet Idaea och familjen mätare. Inga underarter finns listade i Catalogue of Life.